# خورخه کامپوس
خورخه فرانسیکو کامپوس ناوارته (به اسپانیایی: Jorge Francisco Campos Navarrete) (زادهٔ ۱۵ اکتبر ۱۹۶۶ در آکاپولکو) فوتبالیست مکزیکی بود که هم در پست دروازه‌بان و هم در پست مهاجم بازی می‌کرد. وی یکی از بهترین بازیکنان فوتبال مکزیک در دهه ۱۹۹۰ بود و در مجموع ۱۳۰ بازی ملی برای تیم ملی فوتبال مکزیک انجام داد و از این حیث ششمین بازیکن تاریخ مکزیک محسوب می‌شود.
پست اصلی کامپوس دروازه‌بانی بود اما در تیم‌های باشگاهی گاهی در پست مهاجم بازی می‌کرد و حتی در برخی بازی‌ها ابتدا به عنوان دروازه‌بان در زمین قرار داشت و در ادامه بازی جای خود را با یکی از بازیکنان داخل زمین عوض می‌کرد. کامپوس یکی از معدود بازیکنان تاریخ فوتبال است که در سطح حرفه‌ای در دو پست دروازه‌بان و مهاجم بازی کرده‌است و همچنین یکی از کوتاه‌قدترین دروازه‌بانان سطح اول دنیا به‌شمار می‌آید. او به جهت حرکات آکروباتیک در دروازه، بازی با توپ در محوطه جریمه و لباس‌ها و دستکش‌های رنگارنگی که خودش طراحی می‌کرد، معروف شده بود. مهارت بالای او در شیرجه زدن باعث شده بود تا قد نسبتاً کوتاهش برای این پست جبران شود.
کامپوس در سال ۱۹۸۸ به عنوان دروازه‌بان ذخیره در تیم پوماز مکزیک پذیرفته شد اما چون می‌خواست در ترکیب تیم حضور داشته بود تصمیم گرفت به عنوان مهاجم در تیم بازی کند و در یک فصل ۱۴ گل برای این تیم به ثمر رساند. او تا سال ۲۰۰۴ در باشگاه‌های مختلف مکزیکی و آمریکایی در دسته اول لیگ فوتبال مکزیک و ام‌اس‌ال ایالات متحده بازی می‌کرد. از سال ۱۹۹۱ تا ۲۰۰۴ عضو تیم ملی مکزیک بود و در دو جام جهانی ۱۹۹۴ و جام جهانی ۱۹۹۸ و المپیک ۱۹۹۶ دروازه‌بان اول این تیم بود و به همراه این تیم دو بار قهرمان گلدکاپ کونکاکاف (آمریکای شمالی، مرکزی و کارائیب) در سال‌های ۱۹۹۳ و ۱۹۹۶ و یک بار قهرمان جام کنفدراسیون‌های فوتبال جهان در ۱۹۹۹ شد و در جام جهانی ۲۰۰۲ در ترکیب ذخیره تیم ملی مکزیک حضور داشت.